# Lyli Herse
Lysiane „Lyli“ Herse (* 6. Januar 1928 in Caen; † 4. Januar 2018 in Osny) war eine französische Radrennfahrerin. Sie wurde zwischen 1956 und 1967 neunmal französische Meisterin im Straßenrennen. Herse war die dominierende Radsportlerin ihrer Generation.

## Biographie
Lyli Herse war die Tochter des Fahrradkonstrukteurs René Herse. Ihre Eltern waren begeisterte Radfahrer und machten oftmals Radtouren auf einem Tandem, selbst als die Mutter von Lyli Herse, Marcelle, mit ihr schwanger war. Das erste Fahrrad baute der Vater selbst, als er – zunächst nur an Wochenenden – beim Fahrradkonstrukteur Narcisse Manevitch arbeitete; später baute er für Ausflüge ein Familien-Triplett.
Lyli Herses Stärke war das Bergfahren. So gewann sie 1949 die Grimpée du Puy de Dôme und 1951 erneut, mit einer Rekordzeit, die bis heute Bestand hat (Stand 2017). Die 13-fache Weltmeisterin Jeannie Longo-Ciprelli soll mehrfach erfolglos versucht haben, diesen Rekord zu verbessern.
1955 nahm Lyli Herse an der ersten, von dem Journalisten Jean Leulliot organisierten Tour de France Féminin teil und gewann die erste Etappe. Damit war sie die erste Trägerin des Führungstrikots bei dieser erstmals ausgetragenen Rundfahrt für Frauen; in der Endabrechnung belegte sie Rang vier. Im Jahr darauf gewann sie die erste von neun französischen Meisterschaften im Straßenrennen (1956, 1957, 1958, 1959, 1961, 1962, 1963, 1965 und 1967). Sieben Mal startete sie bei UCI-Straßen-Weltmeisterschaften, ihre beste Platzierung war Rang fünf im Jahre 1965.
1961 lud Lyli Herse ihre Freundin, die luxemburgische Rennfahrerin Elsy Jacobs ein, am Poly de Chanteloup teilzunehmen. Später erzählte sie, dass sie dabei durch Zufall entdeckt habe, dass sich Jacobs dopte. In der Folge entfremdeten sich die beiden Frauen: „Sie war eine gute Freundin, aber es war nie mehr wie zuvor. [...] für mich war das kein natürlicher Sport.“
1967, nach dem Gewinn ihrer neunten Straßenmeisterschaft, trat Lyli Herse im Alter von 39 Jahren vom Leistungsradsport zurück, da ihr Vater seit dem Jahr zuvor gesundheitliche Probleme hatte. 1968 gründete sie ein eigenes Frauen-Radsportteam, zu dem prominente Fahrerinnen wie Geneviève Gambillon gehörten. Lyli Herse trainierte die Sportlerinnen persönlich, trotz Widerstandes des französischen Radsportverbandes FFC.
Lyli Herse übernahm das Geschäft ihres Vaters, nachdem es einige Jahre von ihrer Mutter geführt worden war. 1979 zog das Unternehmen nach Asnières-sur-Seine um, und Lyli Herse heiratete den langjährigen Rahmenbauer der Firma, Jean Desbois. 1986 wurde das Geschäft aus Alters- und Gesundheitsgründen geschlossen.
2007 verkaufte Lyli Herse die Marke René Herse, verbliebenes Material und Gerätschaften an den US-Amerikaner Michael Kone aus Boulder, Colorado. Sie war weiterhin als Beraterin von Kones Boulder Bicycle tätig und erhielt von jedem gebauten Rad Fotos, um die Qualität zu beurteilen. Sie gehörte zum Ehrenkomitee des Brevets Paris–Brest–Paris.
Sie starb am 4. Januar 2018, nur zwei Tage vor ihrem 90. Geburtstag und am 110. Geburtstag ihres Vaters.